# Natonin
Natonin est une municipalité de 4e classe située dans la Mountain Province aux Philippines. Selon le recensement de 2010 elle est peuplée de 10 048 habitants.

## Barangays
Natonin est divisée en 11 barangays.
- Alunogan
- Balangao
- Banao
- Banawel
- Butac
- Maducayan
- Poblacion
- Saliok
- Santa Isabel
- Tonglayan
- Pudo

## Démographie
| Année | Habitants | Évolution |
| ----- | --------- | --------- |
| 1995  | 8 997     | -         |
| 2000  | 9 065     | 0,76 %    |
| 2007  | 9 431     | 4,04 %    |
| 2010  | 10 048    | 6,54 %    |